# Virus de la fièvre hémorragique de Crimée-Congo
Orthonairovirus haemorrhagiae
Espèce
Synonymes
- Crimean-Congo hemorrhagic fever orthonairovirus (ICTV, 2016)
- Crimean-Congo hemorrhagic fever nairovirus (ICTV, 2015)
- Crimean-Congo hemorrhagic fever virus (ICTV, 1981)
- Congo virus (ICTV, 1979)
- Crimean hemorrhagic fever virus (ICTV, 1979)

Classification phylogénétique
- Espèce : Crimean-Congo hemorrhagic fever orthonairovirus
  - Virus de la fièvre hémorragique de Crimée-Congo

Le virus de la fièvre hémorragique de Crimée-Congo (CCHF), nom scientifique Orthonairovirus haemorrhagiae, est l'agent infectieux qui, chez l'humain, provoque la fièvre hémorragique de Crimée-Congo, maladie grave présentant un taux de létalité variant de 10 % à 40 % selon les épidémies. Il s'agit d'un virus à ARN monocaténaire de polarité négative, appartenant donc au groupe V de la classification Baltimore, de la famille des Nairoviridae. Les virions sont pléomorphes, avec un diamètre d'environ 80 à 120 nm. L'enveloppe virale est formée d'une bicouche lipidique de 5 nm d'épaisseur. Les protéines de l'enveloppe forment de petites projections d'environ 5 à 10 nm de long. Les nucléocapsides sont filamenteuses et circulaires avec une longueur de 200 à 3 000 nm.
Le réservoir naturel de ce virus est constitué par la population de tiques du genre Hyalomma, originaires d'Asie centrale et à présent distribuées dans la partie méridionale de l'Asie, toute l'Afrique et toute l'Europe jusqu'au 50e parallèle, la présence du virus ayant pu être détectée par sérologie dans la région des Balkans, l'Afrique de l'Ouest, l'Afrique équatoriale, l'Afrique de l'Est, l'Afrique australe, l'Asie centrale et l'Asie du Sud.
Ce virus enveloppé présente un génome circulaire trisegmenté, chaque segment étant noté respectivement L (« grand »), d'une longueur de 11 à 14,4 kilobases, qui code l'ARN polymérase ARN-dépendante ; M (« moyen »), de 4,4 à 6,3 kb, qui code les glycoprotéines Gc et Gn de l'enveloppe virale ; et S (« petit »), 1,7 à 2,1 kb, qui code les protéines de la nucléocapside. Le taux de mutation pour les segments L, M et S est estimé respectivement à 0,58 × 10−4, 1,52 × 10−4 et 1,09 × 10−4 substitutions par site et par an.
On pense que le virus pénètre dans les cellules hôtes à l'aide de la nucléoline (en), une protéine de surface.
Compte tenu du danger biologique qu'il représente, le virus de la fièvre hémorragique de Crimée-Congo ne peut être manipulé que dans un laboratoire P4 ou BSL-4,.